# Franz Hettinger
Franz Hettinger (Aschaffenburg, 1819. január 13. – Würzburg, 1890. január 26.) német katolikus hittudós.

## Életútja
Tanulmányait a würzburgi egyetemen kezdte meg, és a római Collegium Germanicumban folytatta és befejezte. 1843-ban pappá szenteltetett, 1852-ben a würzburgi papnevelőintézet alkormányzója, 1859-ben pedig a würzburgi egyetemen az alapvető hittan tanára lett. 1868-ban Rómába hivatott, ahol tevékeny részt vett a vatikáni zsinat előmunkálataiban.

## Művei
- Apologie des Christenthums (Freiburg, 1863-67, 6. kiad., 1885. 2 köt. Az 5. kiadás után magyarra fordította Répássy I.,
- A kereszténység védelme, Eger 1882, 5 köt.)
- Lehrbuch der Fundamental-Theologie (Freiburg, 1879, 2 köt.).

### Említést érdemelnek még
- Die Idee der priesterlichen Übungen nach dem Plan des Ignatius von Loyola (Regensburg, 1853);
- Die kirchliche Vollgewalt des apostolischen Stuhls (Freiburg, 1873);
- Lebens- und Litteraturbild von D. F. Strausz (uo. 1881);
- Kristis des Christenthums (Würzburg, 1881, magyarosította a budapesti növ. papság magyar egyh. irod. iskolája:
- A kereszténység válsága, Munkálatok, Budapest, 1883, 1-125. l.);
- Aus Welt und Kirche (Freiburg, 1885).

Írt ezenkívül számos kisebb munkát.